# Wjatscheslaw Sems
Wjatscheslaw Andrejewitsch Sems (russisch Вячеслав Андреевич Земс, engl. Transkription Vyacheslav Zems; * 2. Mai 1998) ist ein kasachischer Leichtathlet, der sich auf den Hürdenlauf spezialisiert hat, gelegentlich aber auch im Sprint antritt.

## Sportliche Laufbahn
Erste Erfahrungen bei internationalen Meisterschaften sammelte Wjatscheslaw Sems bei den Jugendasienmeisterschaften 2015 in Bangkok, bei denen er im Hürdensprint in 14,58 s den fünften Platz belegte. Im Jahr darauf erreichte er bei den Juniorenasienmeisterschaften in der Ho-Chi-Minh-Stadt in 14,34 s Rang sieben und qualifizierte sich auch für die U20-Weltmeisterschaften in Bydgoszcz, bei denen er mit 14,48 s in der ersten Runde ausschied. 2017 schied er bei den Asienmeisterschaften in Bhubaneswar mit 14,42 s in der Vorrunde aus und wurde im 100-Meter-Lauf disqualifiziert. Zudem klassierte er sich mit der kasachischen 4-mal-400-Meter-Staffel in 3:11,49 min auf dem achten Platz. Anschließend nahm er erstmals an der Sommer-Universiade in Taipeh teil und schied dort über 100 Meter mit 10,81 s in der ersten Runde ausschied und im Hürdenlauf bis in das Halbfinale gelangte, in dem er mit 14,45 s ausschied. 2018 wurde er bei den Hallenasienmeisterschaften in Teheran in 7,96 s Siebter im 60-Meter-Hürdenlauf und im Sommer nahm er an den Asienspielen in Jakarta teil, scheiterte dort im Hürdenlauf aber mit 14,64 s im Vorlauf und gelangte auch mit der 4-mal-100-Meter-Staffel mit 40,04 s nicht bis in das Finale.
2019 schied er bei den Asienmeisterschaften in Doha mit 14,07 s in der ersten Runde aus. Anschließend scheiterte er bei den Studentenweltspielen in Neapel mit 14,47 s in der Vorrunde und belegte mit der 4-mal-400-Meter-Staffel in neuer nationaler Rekordzeit von 3:07,66 min den achten Platz. 2022 belegte er bei den Islamic Solidarity Games in Konya in 51,67 s den achten Platz im 400-Meter-Hürdenlauf und gelangte mit der Staffel mit 3:10,63 min auf Rang fünf. Im Jahr darauf belegte er bei den Hallenasienmeisterschaften in Astana in 48,85 s den sechsten Platz im 400-Meter-Lauf und siegte im Staffelbewerb mit neuem Landesrekord von 2:09,15 min gemeinsam mit Andrei Sokolow, Elnur Muchitdinow und Michail Litwin. Im Juli schied er bei den Asienmeisterschaften in Bangkok mit 52,28 s im Halbfinale über 400 m Hürden aus und verpasste mit der Staffel mit 3:11,70 min den Finaleinzug. Anschließend schied er bei den World University Games in Chengdu mit 51,83 s im Vorlauf über 400 m Hürden aus. 2024 verteidigte er bei den Hallenasienmeisterschaften in Teheran in 3:12,04 min seinen Titel im Staffelbewerb und im Jahr darauf belegte er bei den Asienmeisterschaften in Gumi in 3:11,82 min den sechsten Platz.
2017 wurde Sems kasachischer Meister im 110-Meter-Hürdenlauf sowie 2018 und 2019 Hallenmeister über 60 m Hürden. In den Jahren von 2021 bis 2024 wurde er Landesmeister über 400 m Hürden und 2024 Hallenmeister über 400 Meter. 2018 und 2019 siegte er zudem in der 4-mal-100-Meter-Staffel im Freien sowie 2018 und 2022 in der Halle im 4-mal-200-Meter-Staffel-Lauf.

## Persönliche Bestzeiten
- 100 Meter: 10,51 s (−0,6 m/s), 15. Mai 2019 Almaty
  - 60 Meter (Halle): 6,82 s, 16. Februar 2018 in Öskemen
- 400 Meter: 49,02 s, 24. April 2021 in Antalya
  - 400 Meter (Halle): 47,32 s, 10. Februar 2023 in Astana
- 110 m Hürden: 14,09 s (+0,1 m/s), 24. Juni 2017 in Almaty
  - 60 m Hürden (Halle): 7,87 s, 2. Februar 2018 in Teheran
- 400 m Hürden: 50,75 s, 23. Juni 2023 in Almaty